# Stiftung für Kunst des 19. Jahrhunderts
Die Stiftung für Kunst des 19. Jahrhunderts ist eine Schweizer Kunstsammlung in Olten.

## Geschichte
Die Stiftung für Kunst des 19. Jahrhunderts wurde 1990 in Olten gegründet. Die Sammlung besteht aus rund 2000 Ausstellungsstücken und beinhaltet Gemälde, Zeichnungen, Druckgraphiken, Mappenwerke und illustrierte Bücher aus der ersten Hälfte des 19. Jahrhunderts. Ihr Schwerpunkt liegt auf der Schweizer und deutschen Romantik und hier insbesondere bei der Zeichenkunst der Nazarener sowie der frühromantischen Landschaftsdarstellung. In der Sammlung finden sich unter anderem auch über hundert Werke von Ludwig Vogel.
Die vom Juristen und Kunsthistoriker Heinrich Thommen gestiftete Sammlung befand sich zunächst in der Stadtbibliothek Olten, später im Geburtshaus von Martin Disteli. Sie ist heute an der Froburgstrasse in Olten untergebracht. Die Forschungsprojekte, Publikationen und Ausstellungen der Stiftung entstehen oft in Zusammenarbeit mit dem Kunstmuseum Olten. 2006 initiierte die Stiftung ein Projekt zur Erstellung einer kritischen Ausgabe der Schriften des Nazarener-Künstlers Franz Pforr und realisierte 2013 eine grosse Miville-Ausstellung im Kunstmuseum Basel.